# البستاني المخلص
البستاني المخلص (بالإنجليزية: The Constant Gardener)‏ فيلم بريطاني درامي من إنتاج 2005، مقتبس عن رواية تحمل نفس الاسم للكاتب جون لي كاريه، وهو من بطولة رالف فاينس وريتشل وايز وداني هيوستن وبيل ناي وإخراج فرناندو ميريليس. ترشح الفيلم لأربع جوائز أوسكار وثلاثة جوائز غولدن غلوب، وقد حقق الفيلم إيرادات وصلت إلى 82 مليون دولار. وهو الرقم الذي يزيد عن ثلاثة أضعاف ميزانية الإنتاج التي بلغت 25 مليون دولار.

## القصة
تلتقي الناشطة الإنجليزية الشابة تيسا (ريتشل وايز) المناهضة للحرب في العراق بديبلوماسي إنجليزي (رالف فاينس) هادئ الطباع مولع بزراعة النباتات النادرة الصغيرة، ويقع كلاهما في حب الآخر سريعًا رغم اختلاف طباعهما، وبعد الزواج ينتقلان إلى كينيا حيث يعين «جاستن» ديبلوماسيًا هناك بعد فترةٍ وجيزة تموت الزوجة في حادث قتل مروع، وتشير الدلائل إلى خيانة زوجية يتجرعها الزوج غير مصدق، ولكن من خلال حزنه تنمو الشائعات حوله، ويبدأ في تلمس بعض الأدلة التي تكشف الكثير من الأسرار حول نشاط زوجته وحقيقة مصرعها.ومن خلال علاقاته الديبلوماسية يتنقل الزوج المصدوم من أفريقيا إلى أوروبا وأمريكا بحثًا عن الحقيقة التي تجعله في خطرٍ شديد من السياسيين الذين يحمون الفساد، ومن عصابات تستعين بها شركات الدواء العالمية، ومن ذوي النفوذ المرتشين من المسئولين الأفارقة الذين لا تعنيهم معاناة مواطنيهم الذين تعاملهم شركات الدواء كفئران تجارب.

## الترشيحات والجوائز
ترشح الفيلم لثلاثة جوائز غولدن غلوب لفئة أفضل إخراج وأفضل فيلم درامي وأفضل ممثلة مساندة، وحصلت ريتشل وايز على جائزة جائزة الأوسكار لأفضل ممثلة مساعدة عن دورها في الفيلم. كما ترشح الفيلم لثلاث جوائز أوسكار أخرى هي جوائز أفضل سيناريو مقتبس وأفضل موسيقى وأفضل مونتاج.

## وصلات إضافية
- The Constant Gardener على موقع أول موفي.
- Constant Gardener Trust
- البستاني المخلص على موقع IMDb (الإنجليزية)
- البستاني المخلص على موقع ميتاكريتيك (الإنجليزية)
- البستاني المخلص على موقع الموسوعة البريطانية (الإنجليزية)
- البستاني المخلص على موقع روتن توميتوز (الإنجليزية)
- البستاني المخلص على موقع نتفليكس (الإنجليزية)
- البستاني المخلص على موقع قاعدة بيانات الأفلام العربية
- البستاني المخلص على موقع ألو سيني (الفرنسية)
- البستاني المخلص على موقع Turner Classic Movies (الإنجليزية)
- البستاني المخلص على موقع أول موفي (الإنجليزية)
- البستاني المخلص على موقع بوكس أوفيس موجو (الإنجليزية)
- Official website